# Švapski okrug
Švapski okrug  (njemački: Schwäbischer Reichskreis) bio je carski okrug Svetog Rimskog Carstva. Osnovan je 1500 na području bivšeg matičnog Švapskog vojvodstva. To nije uključivalo habsburška područja Švapske Austrije, članice Stare švicarske Konfederacije ni zemlje regije Elzasa koje je pripadala Gornjerajnskom okrugu kruga. Švapska liga iz 1488., prethodnica ove organizacija raspuštena je tijekom protestantske reformacije kasnije u 16. stoljeću.
Direktori švapskog okruga bili su biskup od Konstanza (zamijenio ga je markgrof od Badena nakon Reichsdeputationshauptschlussa 1803 ) i vojvode od Württemberga. Sastanci okružnog Sabora obično su bili održavani u carskom gradu Ulmu. Iako je bio razlomljen u mnoštvo uglavnom vrlo malih država, okrug je imalo učinkovite vlade, koje je, s obzirom na širenja Francuske na istoku, od 1694. na čak držalo vlastitu vojsku sa sjedištem u tvrđavi Kehl.
Godine 1792. Švapski okrug sastojao se od 88 područja, od kojih su samo Vojvodstvo Württemberg, markgrofovija Baden i kneževina-biskupija u Augsburgu imali iole bitno značenje. Reichsdeputationshauptschluss smanjio je njihov broj na 41, a Rheinbundakte 1806   na sedam (uključujući i područja koja su pala u Bavarsku).

## Članovi
Okrug su činili sljedeći entiteti:
| Naziv                     | vrsta entiteta        | komentar |
| ------------------------- | --------------------- | --- |
| Aalen                     | slobodan carski grad  | carska neposrednost (Reichsfreiheit) proglašena od strane Karla IV. godine 1360 |
| Augsburg                  | biskupska kneževina   | osnovana u 11. stoljeću, od 15. stoljeća sjedište joj je bilo Dillingenu. |
| Augsburg                  | slobodni carski grad  | (Reichsfreiheit) proglašena od strane kralja Rudolfa I. godine 1276. |
| Aulendorf                 | kneževstvo            | u vlasništvu kneževa Königsegga od 1350. |
| Baar                      | zemaljska grofovija   | Teritorij oko Rottweila držala je dinastija Fürstenberg od 1238. |
| Baden                     | Markgrofovija         | Osnovana 1112, podijeljena na Baden-Durlach i Baden-Baden od 1535 do 1771. |
| Baden-Baden               | Markgrofovija         | potpodjela Badena od 1535, sjedište u Rastattu od 1705, pala pod Baden-Durlach in 1771. |
| Baden-Durlach             | Markgrofovija         | potpodjela Badena od 1535, sjedište u Karlsruheu od 1715. |
| Baden-Hachberg-Sausenberg | Markgrofovija         | Markgräflerland territorij, naslijeđen od Badena godine 1503. |
| Baindt                    | kneževina-opatija     | postigao Reichsfreiheit godine 1376. |
| Biberach an der Riß       | slobodni carski grad  | Reichsfreiheit od strane Rudolfa I. in 1281. |
| Bonndorf                  | Kneževstvo            | |
| Bopfingen                 | slobodni carski grad  | od 1241. |
| Buchau                    | kneževina-opatija     | osnovana 819 od strane Ludovika Pobožnog |
| Buchau                    | slobodni carski grad  | od 13. stoljeća |
| Buchhorn                  | slobodni carski grad  | Reichsfreiheit od strane Rudolfa of Habsburg in 1275. |
| Konstanz                  | kneževina-biskupija   | osnovana oko 585, Reichsfreiheit potvdio Fridrik I. Barbarossa godine 1155, sjedište u Meersburgu od 1526. |
| Dinkelsbühl               | slobodni carski grad  | od 1351. |
| Eberstein                 | Grofovija             | linija izumrla 1660, naslijedio je Württemberg. |
| Eglingen                  | kneževstvo            | u posjedu Thurn und Taxis od 1726. |
| Eglofs                    | kneževstvo            | u posjedu grofova od Abensberga od 1661. |
| Elchingen                 | kneževina-opatija     | osnovana oko 1120, dobila Reichsfreiheit godine 1485. |
| Ellwangen                 | kneževina-Provostrija | osnovana 1460 kao nasljednica carske opatije Ellwangen. |
| Eßlingen                  | slobodni carski grad  | od 1229. |
| Fugger                    | Freiherren            | stekla je nekadašnje Kirchbergi Weißenhorn godine 1507, oplemenjena od strane Maksimilijana I.godine 1511, nasljedstvo carskih grofova od 1530.                                                                 |
| Fürstenberg               | Grofovija             | razni teritoriji, osnovana od nasljedstva Bertholda V vojvode od Zähringena godine 1218, Fürstenberg-Baar od 1441.                                                                                              |
| Fürstenberg-Blumberg      | Grofovija             | potpodjela iz 1559, opet podijeljena godine 1614. |
| Fürstenberg-Messkirch     | Grofovija             | potpodjela Fürstenberg-Blumberga iz 1614, izdignuta na kneževinu godine 1716., naslijedio ju je Fürstenberg-Fürstenberg godine 1744.                                                                            |
| Fürstenberg-Stühlingen    | Grofovija             | potpodjela Fürstenberg-Blumberga iz 1614, opet razdijeljena između Fürstenberg-Fürstenberga i Fürstenberg-Weitra godine 1704.                                                                                   |
| Fürstenberg-Heiligenberg  | Grofovija             | potpodjela iz 1559, izdignuta na kneževinu godine 1664, naslijedio ju je Fürstenberg-Fürstenberg godine 1716.                                                                                                   |
| Gengenbach                | kneževina-opatija     | osnovao ju je oko 730 Sveti Pirmin, dana na upravi biskupskoj kneževini Bamberg od strane Henrika II. godine 1007.                                                                                              |
| Gengenbach                | slobodni carski grad  | od 1360. |
| Giengen an der Brenz      | carski grad           | od 1391. |
| Gundelfingen              | Kneževstvo            | kupio ga markgrof Christoph od Badena Baden godine 1507. |
| Gutenzell                 | kneževina-opatija     | osnovana 1237, Reichsfreiheit od strane Cara Žigmunda godine 1437. |
| Hausen                    | Kneževstvo            | Teritorij oko dvorca Hausen blizu Beurona, stekao ga Fugger godina 1682, pripojen Castellu godine 1735. |
| Heggbach                  | kneževina-opatija     | osnovana 1231, dobila Reichsfreiheit oko 1428. |
| Heilbronn                 | slobodni carski grad  | dobio Reichsfreiheit od cara Karla IV. godine 1371. |
| Heiligenberg              | Grofovija             | u posjedu grofova Fürstenberg od 1535. |
| Hohenems                  | Grofovija             | dobili Reichsfreiheit od Ferdinanda I. godine 1560, stekla ju dinastija Habsburg godine 1765. |
| Hohengeroldseck           | Grofovija             | od 948AD do 1636 grofovski palatinat, zatim u posjedu dinastije Leyen od 1807, carski grofovi od 1711, kneževina Leyen godine 1806.                                                                             |
| Hohenhöwen                | Kneževstvo            | osnovano 1415, sa Stühlingenom u posjedu Pappenheima godine 1582, zatim Fürstenberg-Stühlingena godine 1639. |
| Hohenzollern              | Grofovija             | grofovija Zollern osnovana u 11. stoljeću, razdijeljena 1576. |
| Hohenzollern-Hechingen    | Grofovija             | Potpodjela Hohenzollerna iz 1576., uzdignuta na kneževinu 1623. |
| Hohenzollern-Haigerloch   | Rudolf Habsburški     | bivše kneževstvo Haigerloch, potpodjela Hohenzollerna iz 1576, koju je naslijedila Hohenzollen-Sigmaringen godine 1767.                                                                                         |
| Hohenzollern-Sigmaringen  | Grofovija             | Potpodjela Hohenzollerna iz 1576., uzdignuta na kneževinu 1623. |
| Irsee                     | kneževina-opatija     | osnovana 1186, stekla Reichsfreiheit godine 1694. |
| Isny                      | slobodni carski grad  | od 1365. |
| Justingen                 | Kneževstvo            | Territorij oko dvorca Justingen blizu Schelklingena, stekao ju Württemberg godine 1751. |
| Kaisheim                  | kneževina-opatija     | osnovana 1133, carska opatija od 1346. |
| Kaufbeuren                | slobodni carski grad  | Reichsfreiheit od strane Rudolfa Habsburškog godine 1286. |
| Kempten                   | kneževina-opatija     | osnovana 752, stekla Reichsfreiheit iz ruke cara Henrika IV. godine 1062. |
| Kempten                   | slobodni carski grad  | Reichsfreiheit od strane Rudolfa Habsburškog godine 1289. |
| Kinzigtal                 | Kneževstvo            | Teritorij okoWolfacha, u posjedu Fürstenberga od 1291. |
| Klettgau                  | zemaljska grofovija   | u posjedu grofova Sulz od 1410, stekla ju dinastija Schwarzenberg godine 1698. |
| Königsegg                 | Kneževstvo            | Teritorij oko Guggenhausena, stekao carsku grofoviju Rothenfels godine 1565, Freiherren od 1621, razdijeljen godine 1622.                                                                                       |
| Königsegg-Aulendorf       | Kneževstvo            | potpodjela Königsegga iz 1622, carska grofovija od 1629. |
| Königsegg-Rothenfels      | Kneževstvo            | potpodjela Königsegga iz 1622., carska grofovija od 1629. |
| Leutkirch                 | slobodni carski grad  | Reichsfreiheit od strane kralja Adolfa, kralja Njemačke godine 1293. |
| Lihtenštajn               | kneževina             | bivša grofovija Vaduz i lordstvo Schellenberg, stekli ih grofovi Sulzi Klettgau godine 1510, prodano Hohenemsu godine 1613, napokon kneževskoj obitelji Lihtenštajn godine 1699 (Schellenberg) te 1712 (Vaduz). |
| Lindau                    | kneževina-opatija     | osnovana oko 822, stekla Reichsfreiheit godine 1466. |
| Lindau                    | slobodni carski grad  | Reichsfreiheit dobili od Rudolfa Habsburškog godine 1275. |
| Marchtal                  | kneževina-opatija     | osnovana oko 776, stekla Reichsfreiheit godine 1500. |
| Memmingen                 | slobodni carski grad  | Reichsfreiheit (Reichsfreiheit) proglašena od strane kralja Rudolfa I. 1286. |
| Waldburg-Waldsee          | nadstjuardstvo        | potpodjela Waldburg-Wolfegga iz 1667, naslijedio Waldburg-Wolfegg godine 1798, izdignuta na kneževinu 1803. |
| Waldburg-Zeil             | nadstjuardstvo        | potpodjela Waldburg-Wolfegg-Zeila d 1589, carska grofovija od 1628, opet razdijeljena 1674, nasliojedio ju Waldburg-Trauchburg godine 1772, izdignuta na kneževinu 1803.                                        |
| Waldburg-Wurzach          | nadstjuardstvo        | potpodjela Waldburg-Zeila iz 1674, izdignuta na kneževinu godine 1803. |
| Wangen                    | slobodni carski grad  | Reichsfreiheit proglasio Rudolf I. godine 1286. |
| Weil                      | slobodni carski grad  | od oko 1275. |
| Weingarten                | kneževina-opatija     | osnovana od strane Welf I bavarskog vojvode, dobila Reichsfreiheit godine 1274. |
| Weißenau                  | kneževina-opatija     | osnovana 1145, dobila Reichsfreiheit oko 1257. |
| Wettenhausen              | kneževina-provostrija | osnovana 1130. |
| Wiesensteig               | Kneževstvo            | u posjedu dinastije Helfenstein, podijeljeno između Fürstenberg i Bavarskog Vojvodstva u 1627. |
| Wimpfen                   | slobodni carski grad  | od oko 1300. |
| Württemberg               | vojvodstvo            | grof od Wirtemberga osnovao ga je u 12. stoljeću, Maksimilijan I. ga je 1495. uzdignuo na vojvodstvo |
| Zell am Harmersbach       | slobodni carski grad  | od 14. stoljeća. |
| Zwiefalten                | kneževina-opatija     | osnovana 1089, dobila status carske sloboštine ( Reichsfreiheit) od Württemberga godine 1750. |